# Saint George's (paroisse des Bermudes)
Pour les articles homonymes, voir Saint-Georges.
La paroisse de Saint George's est l'une des neuf paroisses des Bermudes, au Royaume-Uni. Celle-ci couvre les îles Saint George, Saint David et l'extrémité Est de la Grande Bermude.
Elle ne doit être confondu avec la ville de Saint George's, située sur l'île homonyme mais ayant le statut de municipalité indépendante.